# Not The Bradys XXX

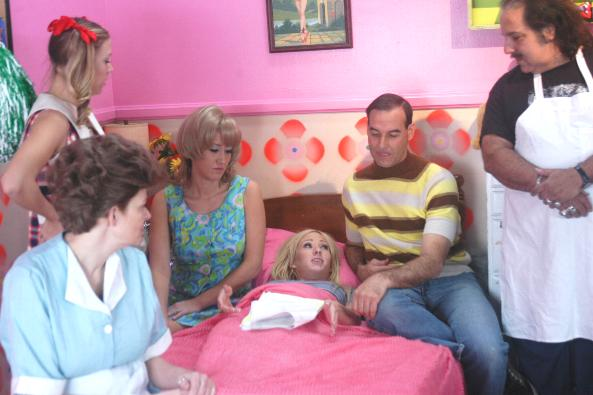
Lynn LeMay, Leah Luv, Alana Evans, Hillary Scott, Mike Horner und Ron Jeremy am Set von Not The Bradys XXX, 5. Dezember 2006

Not The Bradys XXX ist eine US-amerikanische Porno-Parodie auf die US-amerikanische TV-Serie „The Brady Bunch“, bekannt in Deutschland als Drei Mädchen und drei Jungen, aus den 1970er-Jahren. Der Film ist bei Larry Flynt Publications erschienen und wurde im Jahr 2007 mit dem XRCO Award als „Best Parody“ ausgezeichnet.

## Handlung
Mike, Carol und ihre Kinder sind eine normale, amerikanische Familie. Die älteste Schwester Marcia gibt ihren jüngeren Schwestern Nachhilfeunterricht in Sachen Liebe und auch die drei Brüder benehmen sich ordentlich. Um aus einem finanziellen Engpass herauszukommen, helfen alle Familienmitglieder mit. Marcia stellt sich bei einem Fotografen als Model vor.

## Wissenswertes
- Der Film bekam unerwartete Aufmerksamkeit in den Medien, da sein Erscheinungstermin mit den Gerüchten über eine angebliche lesbische Affaire der Brady Bunch Schauspielerin Maureen McCormick mit der Co-Darstellerin Eve Plumb im Zusammenhang mit der Biografie mit dem Titel „Here’s the Story“ von Maureen McCormick zusammenfiel. Der Film erlangte breite Aufmerksamkeit in den Medien und wurde zu einem Top-Seller für Larry Flynt Publications und Hustler. Er wurde sogar in Mainstream-Medien wie New York Post und der TV-Sendung „The Insider“ besprochen.
- Der Regisseur Will Ryder hat auch den 2008 erschienenen Film „Not Bewitched XXX“ gedreht, eine Parodie auf die aus den 1970er Jahren stammende US-amerikanische Fernsehserie „Bewitched“, in Deutschland bekannt als Verliebt in eine Hexe.
- Die Produzenten Scott David, Jeff Mullen sind auch für die Parodie Britney Rears verantwortlich. Sie arbeiten zudem an einer Jennifer-Lopez-Parodie „J-Ho“ mit Renae Cruz in der Hauptrolle.

## Auszeichnungen
- 2007: XRCO Award – Best Parody or Comedy
- 2008: NightMoves Award – Best Parody/Comedy Release (Editor’s choice)
- 2008: AVN Award – Best DVD Menus
- Der Film war 2008 für weitere 12 AVN Awards nominiert.

## Fortsetzungen

### Not The Bradys XXX: Marcia, Marcia, Marcia! (2008)
Aufgrund des großen Erfolgs veröffentlichten die Produzenten im Jahr 2008 die Fortsetzung „Not The Bradys XXX: Marcia, Marcia, Marcia!“. Da Hillary Scott mittlerweile einen Exklusivvertrag bei einem Studio abgeschlossen hat, stand sie nicht mehr für die Rolle der Marcia zur Verfügung und die Rolle wurde neu ausgeschrieben. Im April 2008 bestätigte der Produzent Jeff Mullen, dass in der Fortsetzung diese Rolle von Teagan Presley gespielt wird. Auch die Rolle der „Cindy“ wurde neu vergeben. Sie wird von Kacey Jordan gespielt. Weitere Darsteller sind u. a. Gina Lynn, Alexis Texas, Alexis Love, Maya Gates, Lynn Lemay, Emma Heart und Evan Stone. Die Fortsetzung wurde bei den AVN Awards 2010 mit dem Preis für die "Best Solo Sex Scene" ausgezeichnet. Der Film wurde zudem 2010 mit dem XBIZ Award als "Parody Release of the Year" ausgezeichnet.

### Not The Bradys XXX: Pussy Power (2009)
Eine weitere Fortsetzung ist der Film *„Not The Bradys XXX: Pussy Power“. aus dem Jahr 2009. Diesmal ist Lexi Belle in der Rolle der Marcia zu sehen. Weitere Darsteller sind: Alana Evans, Ashlyn Rae, Eric John, James Deen, Kris Slater, Lynn Lemay, Mike Horner, Mikey Butders, Nicole Ray, Rebecca Riley, Ron Jeremy, Seth Gamble sowie Tanner Mayes.

### Not The Bradys XXX: Bradys Meet The Partridge Family (2010)
Im Jahr 2010 veröffentlichte das Studio einen weiteren Film der Reihe mit dem Titel: „Not The Bradys XXX: Bradys Meet The Partridge Family“. Darsteller dieses Cross-Over Werks sind: Kagney Linn Karter, Lexi Belle, Shawna Leene, Tanner Mayes, Kacey Jordan, Alana Evans, Dylan Riley, Lynn LeMay, Payton Leigh, James Bartholet, Ron Jeremy.

### Not The Bradys XXX: Marcia Goes To College! (2013)
Die Serie wurde im Jahr 2013 mit dem Titel „Not The Bradys XXX: Marcia Goes To College!“ erweitert. Diesmal mit den folgenden Darstellern: Alana Evans, Ashlyn Rae, Aubrey Addams, Dylan Riley, Eric John, James Bartholet, James Deen, Kacey Jordan, Kagney Linn Karter, Kris Slater, Lexi Belle, Lynn LeMay, Mike Horner, Mikey Butders, Nick Manning, Nicole Ray, Payton Leigh, Ron Jeremy, Seth Gamble, Tanner Mayes, Vicki Chase.